# Kałyniwka (rejon romeński)
Kałyniwka (ukr. Калинівка) – wieś na Ukrainie, w obwodzie sumskim, w rejonie romeńskim. W 2001 liczyła 577 mieszkańców, spośród których 565 wskazało jako ojczysty język ukraiński, 8 rosyjski, a 4 inny.

## Urodzeni
- Siergiej Kramarienko